# 東仙台信号場
東仙台信号場（ひがしせんだいしんごうじょう）は、宮城県仙台市宮城野区燕沢東の東北本線上に位置する、日本貨物鉄道の信号場である。

## 歴史
- 1999年（平成11年）8月1日：開設。

## 構造
長町機関区を移転し発足した日本貨物鉄道（JR貨物）仙台機関区(2代・現 仙台総合鉄道部)への入出区のために、仙台機関区構内に設置された信号場である。JR東日本東仙台駅の東北に位置し、同駅との間は三線化されている。
信号場事務室・信号扱い室は、仙台機関区事務室等と共通の現業事務所棟（機関区構内南側）に入居する。
信号場の範囲は機関区構内のうち着発1-4番線と東北本線上下本線となっており、貨物列車と単機入出区列車のみが着発する。

## 周辺
- 日本貨物鉄道（JR貨物）仙台総合鉄道部
- 仙台バイパス
- 仙台市交通局東仙台営業所

## 隣の駅
東日本旅客鉄道（JR東日本）
東北本線
東仙台駅 - 東仙台信号場 - 岩切駅